# Никольское (Николаевская область)
Никольское (укр. Микільське) — село в Братском районе Николаевской области Украины.
Основано в 1820 году. Население по переписи 2001 года составляло 386 человек. Почтовый индекс — 55485. Телефонный код — 5131. Занимает площадь 1,143 км².

## Местный совет
55472, Николаевская обл., Братский р-н, с. Ильичовка, ул. Южная, 13